# Armen Eloyan
Armen Eloyan (* 1966 in Jerewan, Armenien) ist ein Künstler armenischer Herkunft. Er lebt und arbeitet in Zürich.

## Biografie
Armen Eloyan wuchs in der Armenischen Sozialistischen Sowjetrepublik auf. Seine Mutter war Ärztin, sein Vater Ingenieur.
Aufgrund seiner Dyslexie hatte Eloyan Probleme in der Schule. Er interessierte sich schon in seiner Jugend für die Malerei. Sein Kunstinteresse wurde von seinen Eltern unterstützt. Nach Abschluss der Schule arbeitete er im Alter von 17 Jahren im Animationsstudio des  armenischen Filmemachers Robert Sahakyants bei „Armenfilm“. Er zeichnete Hintergrund und Interieur für zwei von Sahakyants Animationsfilme.
Mit 18 Jahren wurde er  zum Wehrdienst einberufen, zur Zeit des militärischen Konfliktes zwischen der Armenischen SSR und der Aserbaidschanischen SSR. Eloyan verweigerte den Kriegsdienst und musste deshalb zwei Jahre Ersatzdienst in Sibirien leisten. In den 1990er Jahren emigrierte er über Prag in die Niederlande.
Nach ersten Ausstellungen erhielt Eloyan 2003 im Gemeentemuseum Den Haag für drei Monate ein Studio, wo er malte und wohnte. Er schuf Aquarelle und Ölgemälde. Von 2003 bis 2005 absolvierte er die Rijksakademie van beeldende kunsten in Amsterdam.
Eloyans Werk wurde einem internationalen Publikum  durch Ausstellungen in der Parasol unit foundation for contemporary art in London 2007, in der Kunsthalle Bern und in der Kunsthalle St. Gallen 2008 bekannt. Seitdem werden seine Werke in Einzel- und Gruppenausstellungen in Europa, Amerika und Asien ausgestellt.
Eloyan ist in zweiter Ehe verheiratet und hat sechs Kinder. Seine Zwillingstöchter Ani und Nare Eloyan (* 1988) aus erster Ehe sind ebenfalls Künstlerinnen.

## Sammlungen (Auswahl)
- Parasol unit foundation for contemporary art, London
- Burger Collection, Hong Kong
- Olbricht Collection, Deutschland
- Frac des Pays de La Loire, Carquefou
- Deutsche Bank Collection, London
- Centro per l’Arte Contemporanea Luigi Pecci, Prato
- M HKA Museum of Contemporary Art Antwerp, Antwerpen
- AMC Art collection, Amsterdam
- Gem – Museum of Contemporary Art, Den Haag
- KUNSTPARTERRE, München
- Swiss RE
- Collection University of Maine

## Ausstellungen (Auswahl)

### Einzelausstellungen
- 2000: Armen Eloyan. Coopmanshus Museum, Franeker
- 2000: Recent Works, Kunstenaarsinitiatief MXO, Den Haag
- 2004: The More I remember. Fries Museum, Leeuwarden;  De Praktijk, Amsterdam
- 2005: Infected Eye. Kurator Joep van Liefland, Autocenter, Berlin
- 2006: Centre Culturel Suisse, Paris
- 2006: Two feet in One Shoe. Parasol Unit Foundation for Contemporary Art, London
- 2008: Local Gothic and Culture. Kunsthalle St. Gallen
- 2009: Armen Eloyan: Paintings. Timothy Taylor Gallery, London
- 2009: Armen Eloyan: bees left it or bears do it. Galerie Bob van Orsouw, Zürich
- 2012: Day by Day Part II. Tim van Laere Gallery, Antwerpen
- 2003: Welcome home where we are. GEM Museum voor actuelle kunst, Den Haag
- 2016: Armen Eloyan: Garden. Timothy Taylor, London
- 2018: Armen Eloyan. Frac des Pays de la Loire, Carquefou
- 2019: Armen Eloyan. SALTS, Birsfelden

### Gruppenausstellungen
- 2003: To Avoid the Void. Artwalk, Amsterdam
- 2004: Open Studios. Rijksakademie van Beeldende Kunsten, Amsterdam
- 2005: Territoria kunst uit Nederland in en rond Prato. Centro per l’Arte Contemporanea, Luigi Pecci, Italien
- 2006: Villa Jelmini in Kunsthalle Bern
- 2007: On the Marriage Broker Joke. Office Baroque, Antwerpen
- 2008: Involved. Kurator: Philippe Pirotte, ShanghART Gallery & H Space, Shanghai
- 2009: Ventriloquist. Kurator: Emma Dexter, Timothy Taylor Gallery, London
- 2010: Animism. Kunsthalle Bern
- 2010: Luc Tuymans: A Vision of Central Europe. Kurator: Tuymans, Groeningemuseum, Brügge
- 2011: Viel Lärm um Alles. Barockes in der zeitgenössischen Kunst. Haus fur Kunst Uri, Altdorf
- 2011: Cas de figures. La Station, Nizza
- 2011: Where Cuckoos Nest in Autumn. SAL Projects, Basel
- 2013: De belles sculptures contemporaines. Frac de Pays de la Loire, Carquefou
- 2014: Old tin cutlery before the invitation of the fork. Breese Little, London
- 2014: Vernacular Alchemists. Passarelle Centra d’ art contemporain, Brest
- 2014: The Pink Spy. M HKA, Antwerpen
- 2014: Zwei Zeiten. Mit Josef Scharl, Kurator: Harald Spengler, Kunstparterre, München
- 2015: Substance. Timothy Taylor, London und Carlos Place, London

## Vertretungen
- Galerie Timothy Taylor in London www.timothytaylor.com
- Armen Eloyan Studio, Tödistrasse 50, 8810 Horgen, Schweiz